# Johann Herbin
Pour les articles homonymes, voir Herbin.
Johann Herbin (né vers 1632 à Pitschen, mort le 14 février 1676 ou 1679 à Graudenz) est un pédagogue et théologien protestant allemand.

## Biographie
Fils d'un recteur d'école, il étudie à partir du 10 décembre 1650 à l'université de Wittenberg et obtient le 26 avril 1652 un magistère. Après ses études, il rentre à Pitschen et prend le travail de son père. En 1661, il occupe le même poste à Wohlau et, en 1663, il se rend à Bojanova en Pologne pour fonder une école provinciale protestante. Pour financer le projet, il se rend à Wittenberg et en Hollande.
À son retour à Bojanova, cependant, il a une opposition de ses camarades protestants et se rend à Stockholm en tant que recteur de l'école allemande. Il s'installe ensuite à Vilnius en 1674, où il est pasteur. Il est démis de ses fonctions en 1675 en raison de conflits religieux et séjourne ensuite à Königsberg et à Dantzig. Il obtient de nouveau un pastorat à Graudenz.
Herbin rend des services exceptionnels à l'Église évangélique polonaise et se fait connaître par de nombreux écrits. Il traduit Le Petit Catéchisme de Martin Luther, la Confession d'Augsbourg et plusieurs chants religieux en polonais.
On le présente comme précurseur du Siècle des Lumières et du droits des femmes.
Son ouvrage Religiosae Kiioviensium Cryptae in quibus labyrintum et in eo corpora Heroum atge divorum roxolanitum ex nomine ad oculum demonstrat, paru en 1675, est mis à l’Index librorum prohibitorum le 23 mars 1677.